# Garrotxa
Garrotxa là một comarca (hạt) ở Catalonia, Tây Ban Nha. Dân số năm 2001 là 47.747 người.

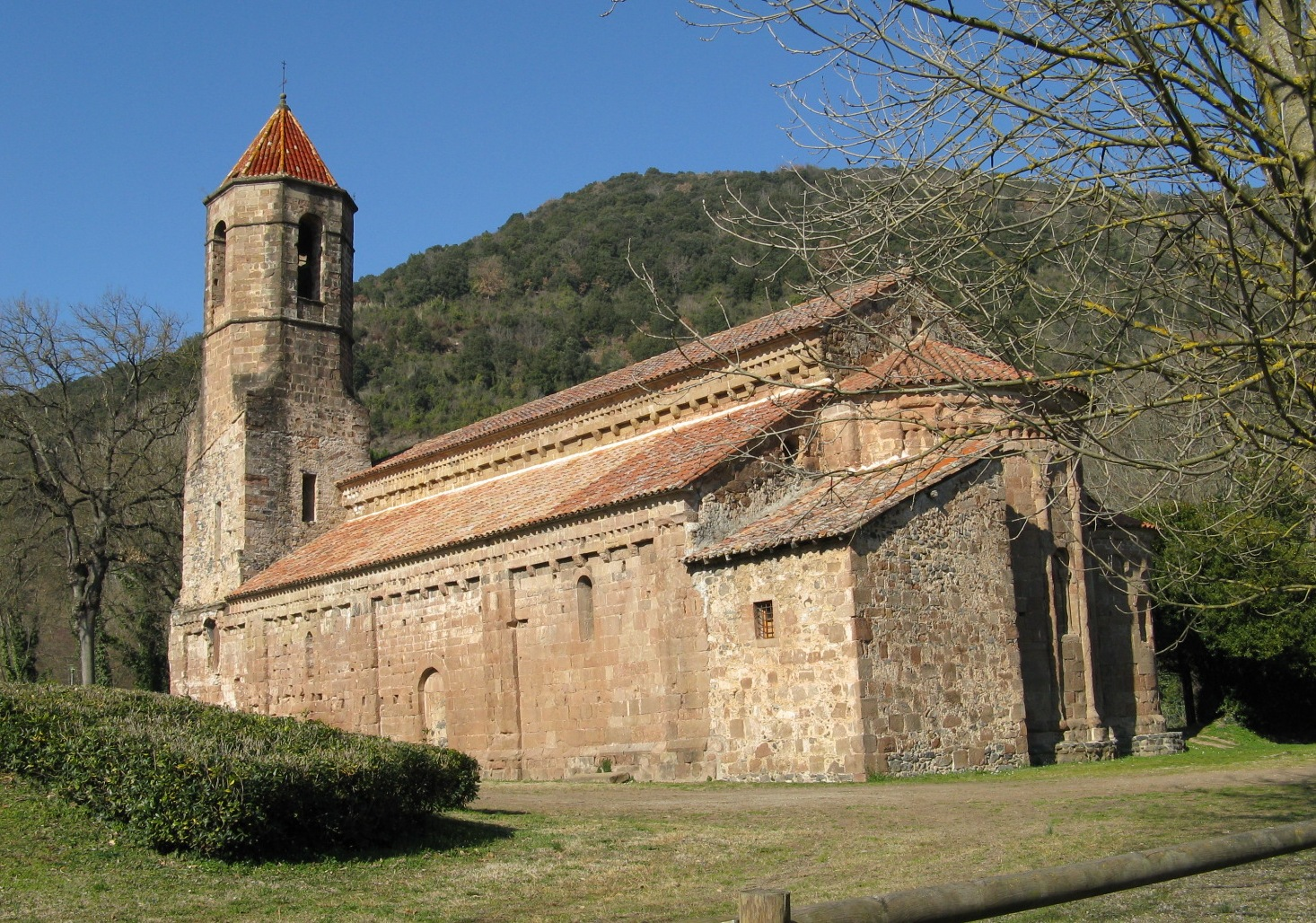
Romanesque monastery of Sant Joan les Fonts

## Các đô thị
Dân số năm 2005.
- Argelaguer - 408
- Besalú - 2.211
- Beuda - 147
- Castellfollit de la Roca - 964
- Maià de Montcal - 374
- Mieres - 352
- Montagut i Oix - 875
- Olot - 31.271
- Les Planes d'Hostoles - 1.754
- Les Preses - 1.657
- Riudaura - 426
- Sales de Llierca - 117
- Sant Aniol de Finestres - 286
- Sant Feliu de Pallerols - 1.223
- Sant Ferriol - 206
- Sant Jaume de Llierca - 785
- Sant Joan les Fonts - 2.631
- Santa Pau - 1.541
- Tortellà - 714
- La Vall d'en Bas - 2.616
- La Vall de Bianya - 1.228